# Polemonium chartaceum
Polemonium chartaceum är en blågullsväxtart som beskrevs av Mason. Polemonium chartaceum ingår i släktet blågullssläktet, och familjen blågullsväxter. Inga underarter finns listade i Catalogue of Life.